# .nfo
.nfo（英語：info，information；「info」或是「information」的縮寫；也可以寫成.NFO或NFO）是相當普遍的ASCII文字檔案的副檔名，它的內容包含主要檔案的相關文字說明資訊。可以使用文字編輯器或是NFO專用的瀏覽器瀏覽NFO檔案的內容。檔案的內容還會包含精心製作的ASCII藝術圖案。
以Microsoft Windows為作業系統的電腦裡，有另一種不同的NFO二進制檔案，是微軟作業系統的軟體工具，被稱為「系統資訊」檔案。一般而言，最常被討論的「NFO檔案」通常指的是文字說明檔案，而不是以二進制為內容的微軟作業系統資訊檔案。

## NFO檔案的內容
NFO檔案通常包含軟體程式的發行資訊。通常是由多個Warez團體為了要發行盗版软件，會在NFO檔案宣告他們的發行資訊和發行Warez的著作權（bragging rights）。同樣地也可以在演示艺术的產品上看到NFO的內容，包含每個作者或製作團隊的相關說明、聯絡方法（大多是電子郵件）、和軟體需求等。
NFO在BBS盛行的時代曾經是相當普遍的檔案，但是人們對它的需求並沒有那麼高。一個典型的NFO說明檔案絕對有經過特別的精心製作和強化的裝飾設計，通常包含超大的ASCII藝術圖案，會隨附在發行的軟體裡，也會包含Warez團隊的相關資訊。這些NFO檔案的設計者常常在檔案內容，從後來的code page 437字元集裡結合EASCII字元。
在Windows 95還沒出現以前，NFO檔案有時也使用連續的ANSI跳脫字元來產生動態的ASCII藝術圖案（ANSI art）。然而，產生這些動畫的需求是，必須先由DOS介面載入ANSI.SYS系統檔案。如果使用者的電腦沒有事先載入ANSI.SYS驅動檔案，要瀏覽ASCII藝術圖案前，需要重新設定Config.sys並重新開機。也就是因為這樣，在當時的ASCII藝術圖案沒有普遍流行，而且證實在Windows 95以後的個人電腦上，因為調合字的字元不等寬緣故，很難顯示出正確的ASCII藝術圖案，才會導致NFO檔案越來越少。
在2007年，仍然可以在很多的ZIP檔案裡找到NFO檔案。在現今Warez軟體的NFO檔案裡，在內容的頂端會有個常見的大型ASCII藝術logo圖案，在圖案的下方是文字說明資訊。早期的code page 437 EASCII字元已被取代，現今的ASCII藝術圖案是使用目前網際網路標準的ISO/IEC 8859-1／ISO/IEC 8859-15或是Unicode UTF-8字元。

### 相容性的問題
因為早期ASCII code page 437無法普遍流行於網際網路，並且它對於大部分（2007年）現今電腦的支援性是不足的，早期的NFO檔案在現今網頁瀏覽器和作業系統下常常會出錯（大部分電腦使用code page 437的時間是不長久的）。想要正確顯示早期的NFO檔案，必須使用CP437相容的專用瀏覽軟體。
有個已知的問題擺在眼前，現今很多的網際網路瀏覽器和文本編輯器程式經常使用字體，反之早期與現今NFO檔案包含的ASCII藝術卻是用固定寬度的字型來瀏覽的。就像很多Windows作業系統的工作環境，簡單地使用Windows Notepad以及有時須選擇足夠的終端字型，來顯示不相容的EASCII字元，以滿足其缺乏性。在這類情形之下，唯一可能不同的是，在Notepad是白色背景的黑色文字（寧願使用Notepad而不要使用MS-DOS的白色文字與黑色背景），這樣才可以使有些ASCII藝術表現出「反相」的圖案，就像電影影片的負片一樣。

## 起源與源由
NFO檔案首次見於PC組織The Humble Guys（缩写：THG）的駭客玩家「Fabulous Furlough」。。這類的組織就是如我們所知的「Warez軟體團隊」或「駭客團隊」。首次使用來自1989年的THG發行的電腦遊戲「泡泡龙」。這個檔案是用來替代非常普遍的「README.TXT」或是「README.1ST」的檔案名稱。這個副檔名在THG使用過後還是一直被「Warez軟體團隊」使用到現在，所以它強烈存在於Usenet新聞群組裡，也進入二進制碼和P2P檔案的網路世界裡。
The Humble Guys最後成為一個demogroup團隊，也因此把.nfo副檔名帶入而成為演示艺术的傳統。

## 相關項目
- README.TXT
- （英文）FILE_ID.DIZ（英语：FILE_ID.DIZ）
- （英文）The iSONEWS（英语：The iSONEWS）

## 外部連結

### NFO工具

#### Windows
- （英文）DAMN NFO Viewer（页面存档备份，存于）受歡迎的NFO檔案瀏覽器，作者是ivanopulo/DAMN。（免費軟體）
- （英文）[ DizNfo]多樣化的NFO瀏覽編輯工具，可替換面板、背景、和顏色。
- （英文）DIZzy一種小型的NFO/DIZ檔案瀏覽器。（免費軟體）
- （英文）NFO2TXT NFO檔案瀏覽器與轉換器（NFO檔案轉存成ISO/IEC 8859-15文字檔案，然後就可以在Notepad瀏覽其內容）。（免費軟體）
- （英文）[ ArtCine NFO Creator]這個程式可以製作電影的NFO說明檔案。（GPL／開放源代碼）
- （英文）NFOView 1.5簡單的NFO瀏覽器。

#### Linux
- NFO Viewer一個簡易的NFO瀏覽器。GPL

#### Mac OS X
- NFO Viewer（页面存档备份，存于） OS X NFO瀏覽器。

#### 跨平臺
- （英文）Ansilove/PHP（页面存档备份，存于） ANSi/BiN/ADF/iDF/TUNDRA/XBiN轉換成PNG圖檔的工具（GPL／開放源代碼）